# Малки убийства
Малки убийства (на турски: Ufak Tefek Cinayetler) e турски криминален и драматичен сериал, излъчен премиерно през 2017 г. Той е адаптация на американският сериал „Големи Малки Лъжи“.

## Сюжет
Преди 20 години Оя Токсьоз е предадена от трите си близки приятелки: Мерве, Пелин и Арзу. По време на училищното си пътуване Оя остава сама насред езеро и не може да излезе от водата, когато разбира, че приятелките й са взели дрехите й. Докато моли за помощ, приятелките й изпълняват плана си и се обаждат на нейния учител в училище Едип. Едип идва за да спаси Оя от тази отчаяна ситуация и й дава нещо, за да покрие тялото си. По това време всички студенти ги наблюдават и тълкуват погрешно тази ситуация и ги обвиняват в романтична връзка.
Каквото и да правят, Оя и учителят Едип не успяват да докажат невинността си и са изключени от училище. Предадена от приятелите си и току-що скъсала с приятеля си, Оя се оказва в отчаяна ситуация и прави опит за самоубийство. Тя преживява този опит, но никога нямаше да го забрави през целия си живот, защото разбира, че не може да стане майка в бъдеще.
20 години по-късно Оя Токсьоз, която междувременно е станала известна гинеколожка, се нанася в комплекса Сармашък. Там тя среща трите си приятелки, които са причинили тази травма в живота й. Мерве вече е майка на 7-годишна дъщеря на име Мила. Тя е омъжена за красивия и успешен бизнесмен Серхан Аксак, който работи като инвестиционен консултант. Те изглежда, че имат перфектен живот в най-красивата и голяма къща в луксозния комплекс Сармашък.
Междувременно Пелин има 7-годишен син на име Берк. Тя е омъжена за Тайлян, който е бил гадже на Оя по време на гимназията. В отсъствието на Оя, Пелин успява да започне връзка с Тайлян, в когото е отдавна влюбена.
Арзу от друга страна, е омъжена за Мехмет и имат две деца, Ниляй и Аяз. Тя сякаш жертва живота си за семейството си и запазва наивната си личност.
Мерве, Пелин и Арзу никога не са се разделяли от гимназията и продължават да живеят в Сармашък, след като се женят. Мерве остава лидер на тази група и продължава да контролира двете. Оя се мести в нов апартамент в комплекса и започва да излиза със старите си приятелки след 20 години. Тя се преструва, че е забравила всичко от миналото и изглежда силна. Пристигането му променя идеалния живот на Мерве, Пелин и Арзу. Този път Оя е решена да не бяга отново.
Неусетно Серхан Аксак се влюбва в Оя и те започват страстна връзка. Първоначално и двамата се притесняват от чувствата си, както и от проблема със семейното положение на Серхан. С минаване на времето обаче, те разбират, че връзката им е силна и истинска и не е просто увлечение. Те преминават през конфликти, манипулации, интриги, но чувствата им остават невредими. Междувременно Серхан и Мерве се отдалечават един от друг, Серхан все по-трудно се справя със ситуацията да се връща вкъщи и да е с Мерве, въпреки че вече не я обича. От друга страна той е изключително привързан към дъщеря си Мила. В крайна сметка Серхан съобщава на Мерве, че иска развод. Тя е шокирана от това, което е казал Серхан и се опитва да разбере какви са причините за решението му. Тя си спомня как с подлост е успяла да се запознае със Серхан и как са се развили по-късно отношенията им. Тя не иска да загуби Серхан и фамилията Аксак и измисля всевъзможни планове да откаже Серхан от тази стъпка и да разбере дали той си има любовница. В крайна сметка тя разбира, че Серхан има отношения с Оя. Тогава тя решава, че ще отмъсти на Оя, както и ще накара Серхан горчиво да съжалява за решението си.
Срещата на Оя, Мерве, Пелин и Арзу води до страст, ревност, злоба и накрая до убийство. Полицейският началник започва да разследва убийството в Сармашък, докато осветява сенките на миналото.

## Излъчване
| Сезон | Сезон | Епизоди | Начало на сезона  | Край на сезона   | Всички епизоди | ТВ сезон    | ТВ канал | Дата и час      |
| ----- | ----- | ------- | ----------------- | ---------------- | -------------- | ----------- | -------- | --------------- |
|       | 1     | 32      | 24 октомври 2017  | 5 юни 2018       | 1 – 32         | 2017 – 2018 | Star TV  | вторник (20:00) |
|       | 2     | 13      | 18 септември 2018 | 11 декември 2018 | 33 – 45        | 2018        | Star TV  | вторник (20:00) |

## Излъчване в България
| Сезон | Сезон | Епизоди | Начало на сезона  | Край на сезона   | Всички епизоди | ТВ сезон | ТВ канал | Дата и час                 |
| ----- | ----- | ------- | ----------------- | ---------------- | -------------- | -------- | -------- | -------------------------- |
|       | 1     | 99      | 11 януари 2021 г. | 9 юни 2021 г.    | 1 – 99         | 2021 г.  | bTV      | всеки делник (18:00/16:00) |
|       | 2     | 39      | 10 юни 2021 г.    | 4 август 2021 г. | 100 – 138      | 2021 г.  | bTV      | всеки делник (16:00)       |

## Актьорски състав
- Гьокче Бахадър – д-р Оя Токсьоз-Аксак
- Аслъхан Гюрбюз – Мерве Аксак-Саглам
- Баде Ишчил – Пелин Канер
- Тюлин Йозен – Арзу Каймаз
- Мерт Фърат – Серхан Аксак
- Ферит Актуу – Тайлян Канер
- Йълдърай Шахинлер – Мехмет Каймаз
- Осман Сонант – Керим Адил Саглам
- Усхан Чакър – Емре Челен
- Селим Байрактар – Едип Йозмен
- Дуйгу Саръшън – Бурджу Сонай
- Гюмеч Алпай Аслан – Айше
- Айлин Енгьор – Рашел Гарсия
- Тансу Бичер – главен комисар Кемал
- Хаял Кьосеоглу – помощник-комисар Дерия
- Дерия Бешерлер – Есра
- Алиджан Айтекин – Илхан
- Сертач Екиджи – Бурак
- Ийгит Челеби – Енвер
- Аслъхан Капаншахин – Ниляй Каймаз
- Мехмет Дорук Шен – Аяз Каймаз
- Лавиня Юлюер – Мила Аксак
- Юмит Арда Атан – Берк Тархан
- Джихан Йениджи – Тунч
- Сезин Акбашоуларъ – Елиф Ъшък
- Шюкран Овалъ – Шебнем Аксак
- Дуйгу Акдениз – Нихал
- Алтуу Гьоргю – Ръза
- Хазал Тюресан – Джерен
- Бюшра Гюндюз – Младата Оя
- Тюлин Язкан – Младата Мерве
- Есила Юмит – Младата Пелин
- Джансу Туман – Младата Арзу
- Таха Юнал – Младият Тайлян
- Ефекан Джан – Младият Серхан
- Мерт Бостанджъ – Младият Емре
- Бурак Айбастъ – Младият Бурак

## Продукция
Проектът е иницииран от Ay Yapım през август 2017 г., с кодово име Ufak Tefek Cinayetler. Фотосесията на главните актьори, необходима за подготовката на рекламния плакат на сериала, отнема 3 часа. 400 хиляди лири са похарчени за костюмите на Гьокче Бахадър, Аслъхан Гюрбюз, Баде Ишчил и Тюлин Йозен в първите 5 епизода. Докато актьорите, които играят гимназиалните версии на героите в сериала, са определени, 300 души са извикани за прослушванията.

## В България
В България сериалът започва на 11 януари 2021 г. по bTV и завършва на 4 август. Дублажът е на студио VMS. Ролите се озвучават от Мими Йорданова, Ани Василева, Ася Рачева, Станислав Димитров и Момчил Степанов.
На 6 септември започва повторно излъчване по TDC. Дублажът е на студио Медиа Линк. Ролите се озвучават от Гергана Стоянова, Ася Рачева, Златина Тасева, Радослав Рачев и Николай Николов.
На 20 декември започва повторно излъчване по bTV Lady и завършва на 29 юни 2022 г. На 3 ноември започва ново повторение и завършва на 26 февруари 2023 г.